# Éliminatoires du Championnat d'Europe de football espoirs 2011 - Groupe 6
Cet article donne les résultats des matchs du groupe 6 des éliminatoires du championnat d'Europe de football espoirs 2011.

## Classement
| Rang | Équipe     | Pts | J | G | N | P | Bp | Bc | Diff |  | Résultats (▼ dom., ► ext.) |     |     |     |     |     |
| ---- | ---------- | --- | - | - | - | - | -- | -- | ---- |  | -------------------------- | --- | --- | --- | --- | --- |
| 1    | Suède      | 19  | 8 | 6 | 1 | 1 | 15 | 5  | +10  |  | Bulgarie                   |     | 3-4 | 3-0 | 1-1 | 0-1 |
| 2    | Israël     | 16  | 8 | 5 | 1 | 2 | 18 | 8  | +10  |  | Israël                     | 4-0 |     | 1-1 | 5-0 | 0-1 |
| 3    | Monténégro | 13  | 8 | 4 | 1 | 3 | 9  | 11 | -2   |  | Kazakhstan                 | 2-0 | 1-2 |     | 0-2 | 1-1 |
| 4    | Kazakhstan | 5   | 8 | 1 | 2 | 5 | 7  | 17 | -10  |  | Monténégro                 | 2-0 | 1-0 | 3-1 |     | 0-2 |
| 5    | Bulgarie   | 4   | 8 | 1 | 1 | 6 | 8  | 16 | -8   |  | Suède                      | 2-1 | 1-2 | 5-1 | 2-0 |     |

## Résultats et calendrier
| 29 mars 2009 | Israël      | 1 – 1 | Kazakhstan    | Kiryat Eliazer, Haifa        |                              |
| 18:00 UTC+3  | Buzaglo 44e |       | Kenetayev 62e | Arbitrage : Richard Liesveld | Arbitrage : Richard Liesveld |
| 18:00 UTC+3  | Rapport     |       |               | Arbitrage : Richard Liesveld | Arbitrage : Richard Liesveld |

| 2 avril 2009 | Kazakhstan                | 2 – 0 | Bulgarie | Tcentralny, Almaty           |                              |
| 16:00 UTC+7  | Ibrayev 70e · Erbes 90+1e |       |          | Arbitrage : Thomas Vejlgaard | Arbitrage : Thomas Vejlgaard |
| 16:00 UTC+7  | Rapport                   |       |          | Arbitrage : Thomas Vejlgaard | Arbitrage : Thomas Vejlgaard |

| 7 avril 2009 | Kazakhstan | 0 – 2 | Monténégro                  | Tcentralny, Almaty         |                            |
| 19:00 UTC+7  |            |       | Jovetić 17e · Lakičević 48e | Arbitrage : Yunus Yildirim | Arbitrage : Yunus Yildirim |
| 19:00 UTC+7  | Rapport    |       |                             | Arbitrage : Yunus Yildirim | Arbitrage : Yunus Yildirim |

| 10 avril 2009 | Bulgarie                                 | 3 – 4 | Israël                                       | Georgi Asparuhov, Sofia           |                                   |
| 18:00 UTC+3   | Baltanov 2e · Tsvetanov 59e · Ivanov 76e |       | Zairi 6e · Kayal 28e · Tamuz 53e · Sahar 89e | Arbitrage : Dimitrios Kalopoulosm | Arbitrage : Dimitrios Kalopoulosm |
| 18:00 UTC+3   | Rapport                                  |       |                                              | Arbitrage : Dimitrios Kalopoulosm | Arbitrage : Dimitrios Kalopoulosm |

| 4 septembre 2009 | Bulgarie                       | 3 – 0 | Kazakhstan | Gradski, Lovech         |                         |
| 18:00 UTC+3      | Tonev 57e · Baltanov 64e 90+4e |       |            | Arbitrage : Sten Kaldma | Arbitrage : Sten Kaldma |
| 18:00 UTC+3      | Rapport                        |       |            | Arbitrage : Sten Kaldma | Arbitrage : Sten Kaldma |

| 4 septembre 2009 | Monténégro | 0 – 2 | Suède                   | Gradski, Pogdorica     |                        |
| 20:00 UTC+2      |            |       | Ekdal 84e · Mehmeti 89e | Arbitrage : Alan Black | Arbitrage : Alan Black |
| 20:00 UTC+2      | Rapport    |       |                         | Arbitrage : Alan Black | Arbitrage : Alan Black |

| 9 septembre 2009 | Kazakhstan | 1 – 2 | Israël                 | Kazhimukan Munaytpasov, Astana |                            |
| 16:00 UTC+6      | Dautov 58e |       | Natcho 56e · Tamuz 90e | Arbitrage : Igor Ishchenko     | Arbitrage : Igor Ishchenko |
| 16:00 UTC+6      | Rapport    |       |                        | Arbitrage : Igor Ishchenko     | Arbitrage : Igor Ishchenko |

| 9 septembre 2009 | Suède                    | 2 – 1 | Bulgarie  | Vångavallen, Trelleborg |                         |
| 20:45 UTC+2      | Olsson 31e · Bajrami 53e |       | Genev 34e | Arbitrage : Luc Wouters | Arbitrage : Luc Wouters |
| 20:45 UTC+2      | Rapport                  |       |           | Arbitrage : Luc Wouters | Arbitrage : Luc Wouters |

| 10 octobre 2009 | Bulgarie            | 1 – 1 | Monténégro   | Gradski, Lovech         |                         |
| 18:00 UTC+3     | Baltanov 68e (pen.) |       | Djurović 77e | Arbitrage : Euan Norris | Arbitrage : Euan Norris |
| 18:00 UTC+3     | Rapport             |       |              | Arbitrage : Euan Norris | Arbitrage : Euan Norris |

| 11 octobre 2009 | Kazakhstan   | 1 – 1 | Suède        | Kazhimukan Munaytpasov, Astana |                             |
| 15:00 UTC+6     | Shabalin 51e |       | Almebäck 88e | Arbitrage : Boško Jovanetić    | Arbitrage : Boško Jovanetić |
| 15:00 UTC+6     | Rapport      |       |              | Arbitrage : Boško Jovanetić    | Arbitrage : Boško Jovanetić |

| 14 octobre 2009 | Monténégro                                  | 3 – 1 | Kazakhstan      | Gradski, Niksic                |                                |
| 15:00 UTC+2     | Adrović 10e · Djurović 42e · N. Nikolić 81e |       | Abdukarimov 83e | Arbitrage : Ararat Tshagharyan | Arbitrage : Ararat Tshagharyan |
| 15:00 UTC+2     | Rapport                                     |       |                 | Arbitrage : Ararat Tshagharyan | Arbitrage : Ararat Tshagharyan |

| 14 novembre 2009 | Monténégro    | 1 – 0 | Israël | Gradski, Podgorica          |                             |
| 13:00 UTC+1      | S. Nikolić 5e |       |        | Arbitrage : Andrea De Marco | Arbitrage : Andrea De Marco |
| 13:00 UTC+1      | Rapport       |       |        | Arbitrage : Andrea De Marco | Arbitrage : Andrea De Marco |

| 15 novembre 2009 | Suède                                  | 5 – 1 | Kazakhstan | Malmö New Stadium, Malmö       |                                |
| 16:00 UTC+1      | Fejzullahu 32e 50e 56e 67e · Ekdal 60e |       | Shomko 89e | Arbitrage : Paulius Malzinskas | Arbitrage : Paulius Malzinskas |
| 16:00 UTC+1      | Rapport                                |       |            | Arbitrage : Paulius Malzinskas | Arbitrage : Paulius Malzinskas |

| 18 novembre 2009 | Israël                       | 4 – 0 | Bulgarie | Ramat Gan, Ramat Gan       |                            |
| 19:00 UTC+2      | Sahar 7e 24e 57e · Vered 32e |       |          | Arbitrage : Fritz Stuchlik | Arbitrage : Fritz Stuchlik |
| 19:00 UTC+2      | Rapport                      |       |          | Arbitrage : Fritz Stuchlik | Arbitrage : Fritz Stuchlik |

| 3 mars 2010 | Monténégro                 | 2 – 0 | Bulgarie | Gradski, Podgorica             |                                |
| 17:00 UTC+1 | Djurović 24e · Božović 89e |       |          | Arbitrage : Mattias Gestranius | Arbitrage : Mattias Gestranius |
| 17:00 UTC+1 | Rapport                    |       |          | Arbitrage : Mattias Gestranius | Arbitrage : Mattias Gestranius |

| 4 juin 2010 | Israël  | 0 – 1 | Suède     | Nes-Ziona, Nes-Ziona     |                          |
| 17:05 UTC+3 |         |       | Avdic 58e | Arbitrage : Babak Rafati | Arbitrage : Babak Rafati |
| 17:05 UTC+3 | Rapport |       |           | Arbitrage : Babak Rafati | Arbitrage : Babak Rafati |

| 8 juin 2010 | Suède                          | 2 – 0 | Monténégro | Örjans Vall, Halmstad      |                            |
| 19:15 UTC+2 | Avdic 33e (pen.) · Jönsson 89e |       |            | Arbitrage : Stephan Studer | Arbitrage : Stephan Studer |
| 19:15 UTC+2 | Rapport                        |       |            | Arbitrage : Stephan Studer | Arbitrage : Stephan Studer |

| 3 septembre 2010 | Suède       | 1 – 2 | Israël                 | Gamla Ullevi, Gothembourg |                         |
| 17:30 UTC+2      | Mehmeti 77e |       | Natcho 38e · Vered 64e | Arbitrage : Euan Norris   | Arbitrage : Euan Norris |
| 17:30 UTC+2      | Rapport     |       |                        | Arbitrage : Euan Norris   | Arbitrage : Euan Norris |

| 7 septembre 2010 | Israël                                              | 5 – 0 | Monténégro | Haberfeld Stadium, Rishon LeZion |                                |
| 18:00 UTC+3      | Natcho 2e 77e · Buzaglo 27e (pen.) 57e · Chekol 86e |       |            | Arbitrage : Jérôme Efong Nzolo   | Arbitrage : Jérôme Efong Nzolo |
| 18:00 UTC+3      | Rapport                                             |       |            | Arbitrage : Jérôme Efong Nzolo   | Arbitrage : Jérôme Efong Nzolo |

| 7 septembre 2010 | Bulgarie | 0 – 1 | Suède     | Lovech Stadion, Lovech     |                            |
| 18:00 UTC+1      |          |       | Hamad 90e | Arbitrage : Dawid Piasecki | Arbitrage : Dawid Piasecki |
| 18:00 UTC+1      | Rapport  |       |           | Arbitrage : Dawid Piasecki | Arbitrage : Dawid Piasecki |

## Buteurs
| Pos | Joueur              | Pays       | Buts |
| --- | ------------------- | ---------- | ---- |
| 1   | Lachezar Baltanov   | Bulgarie   | 4    |
| 1   | Bebars Natcho       | Israël     | 4    |
| 1   | Ben Sahar           | Israël     | 4    |
| 1   | Erton Fejzullahu    | Suède      | 4    |
| 5   | Maor Buzaglo        | Israël     | 3    |
| 5   | Marko Djurović      | Monténégro | 3    |
| 7   | Toto Tamuz          | Israël     | 2    |
| 7   | Idan Vered          | Israël     | 2    |
| 7   | Denni Avdic         | Suède      | 2    |
| 7   | Albin Ekdal         | Suède      | 2    |
| 7   | Agon Mehmeti        | Suède      | 2    |
| 12  | Viktor Genev        | Bulgarie   | 1    |
| 12  | Ivan Ivanov         | Bulgarie   | 1    |
| 12  | Alexandar Tonev     | Bulgarie   | 1    |
| 12  | Momchil Tsvetanov   | Bulgarie   | 1    |
| 12  | Thyacho Chekol      | Israël     | 1    |
| 12  | Biram Kayal         | Israël     | 1    |
| 12  | Liroy Zairi         | Israël     | 1    |
| 12  | Khassan Abdukarimov | Kazakhstan | 1    |
| 12  | Damir Dautov        | Kazakhstan | 1    |
| 12  | Vyacheslav Erbes    | Kazakhstan | 1    |
| 12  | Sabyrkhan Ibrayev   | Kazakhstan | 1    |
| 12  | Ruslan Kenetayev    | Kazakhstan | 1    |
| 12  | Pavel Shabalin      | Kazakhstan | 1    |
| 12  | Dmitri Shomko       | Kazakhstan | 1    |
| 12  | Admir Adrović       | Monténégro | 1    |
| 12  | Marko Djurović      | Monténégro | 1    |
| 12  | Stevan Jovetić      | Monténégro | 1    |
| 12  | Slobodan Lakičević  | Monténégro | 1    |
| 12  | Nemanja Nikolić     | Monténégro | 1    |
| 12  | Stefan Nikolić      | Monténégro | 1    |
| 12  | Michael Almebäck    | Suède      | 1    |
| 12  | Emir Bajrami        | Suède      | 1    |
| 12  | Jiloan Hamad        | Suède      | 1    |
| 12  | Rasmus Jönsson      | Suède      | 1    |
| 12  | Martin Olsson       | Suède      | 1    |